# 2021年太平洋颶風季
2021年太平洋颶風季是每年一度全球熱帶氣旋產生週期的一部分。東太平洋颶風季從2021年5月15日開始；而中太平洋颶風季從2021年6月開始。本條目的範圍僅侷限於赤道以北及國際換日線以東的太平洋，於赤道以北及國際換日線以西的太平洋水域產生的風暴則被稱為颱風，並被列入2021年太平洋颱風季。在東、中太平洋產生的熱帶風暴分別是由美國國家颶風中心（英語：NHC）及中太平洋颶風中心（英語：CPHC）命名，國際編號分別為xxE或xxC。更多關於東、中太平洋的颶風，請參見太平洋颶風季。
2021年太平洋颶風季第一個氣旋是生成於2021年5月9日的熱帶風暴安德烈斯。以下各熱帶氣旋資訊以熱帶氣旋存在期間的最強形態為準。

## 已被國際命名的熱帶氣旋

### 熱帶風暴安德烈斯（Andres）
5月7日，一個低壓在墨西哥西南方遠洋形成，美國海軍研究實驗室給予擾動編號90E。
5月8日上午11時，聯合颱風警報中心對其發布熱帶氣旋形成警報。
5月9日下午4時，國家颶風中心將其升格為熱帶低氣壓，給予熱帶氣旋編號01E。晚間10時，國家颶風中心將其升格為熱帶風暴，並命名為安德烈斯（Andres）。安德列斯（Andres）成為北太平洋東部有記錄以來最早的熱帶風暴，打破2017年的阿德里安（Adrian）的紀錄。
5月11日凌晨4時，國家颶風中心將其降格為熱帶低氣壓。
5月12日晚間12時，國家颶風中心將其降格為後熱帶氣旋。

### 熱帶風暴布蘭卡（Blanca）
5月29日，一個低壓在墨西哥阿卡普高以南形成，美國海軍研究實驗室給予擾動編號91E。
5月30日下午2時，聯合颱風警報中心對其發布熱帶氣旋形成警報。
5月31日凌晨2時，國家颶風中心將其升格為熱帶低氣壓，給予熱帶氣旋編號02E。
6月1日上午5時，國家颶風中心將其升格為熱帶風暴，並命名為布蘭卡（Blanca）。
6月3日上午6時，國家颶風中心將其降格為熱帶低氣壓。
6月4日下午5時，國家颶風中心將其降格為後熱帶氣旋。

### 熱帶風暴卡洛斯（Carlos）
6月10日，一個低壓在墨西哥下加利福尼亞半島南端西南偏南形成，美國海軍研究實驗室給予擾動編號92E。
6月13日凌晨4時，聯合颱風警報中心對其發布熱帶氣旋形成警報。上午6時，國家颶風中心將其升格為熱帶低氣壓，給予熱帶氣旋編號03E。上午11時，國家颶風中心將其升格為熱帶風暴，並命名為卡洛斯（Carlos）。
6月15日上午5時，國家颶風中心將其降格為熱帶低氣壓。

### 熱帶風暴多洛雷斯（Dolores）
6月17日，一個低壓在墨西哥南部海岸以南形成，美國海軍研究實驗室給予擾動編號94E。下午4時聯合颱風警報中心對其發布熱帶氣旋形成警報。
6月18日下午2時，國家颶風中心將其升格為熱帶低氣壓，給予熱帶氣旋編號04E。晚間9時，國家颶風中心將其升格為熱帶風暴，並命名為多洛雷斯（Dolores）
6月20日上午9時國家颶風中心將其降格為熱帶低氣壓。下午4時國家颶風中心將其降格為低氣壓。

### 颶風恩里克（Enrique）
6月23日，一個低壓在瓜地馬拉、薩爾瓦多和墨西哥南部海岸以南形成，美國海軍研究實驗室給予擾動編號95E。
6月24日凌晨2時聯合颱風警報中心對其發布熱帶氣旋形成警報。
6月25日下午3時，國家颶風中心將其升格為熱帶低氣壓，給予熱帶氣旋編號05E。下午5時，國家颶風中心將其升格為熱帶風暴，並命名為恩里克（Enrique）。
6月26日下午5時，國家颶風中心將其升格為一級颶風。
6月29日上午6時，國家颶風中心將其降格為熱帶風暴。
7月1日上午5時，國家颶風中心將其降格為低氣壓。

### 颶風費利西亞（Felicia）
7月13日，一個低壓在墨西哥曼薩尼約以南形成，美國海軍研究實驗室給予擾動編號96E。
7月13日晚間11時，聯合颱風警報中心對其發布熱帶氣旋形成警報。
7月14日下午4時，國家颶風中心將其升格為熱帶低氣壓，給予熱帶氣旋編號06E。晚間9時，國家颶風中心將其升格為熱帶風暴，並命名為費利西亞（Felicia）。
7月15日下午5時，國家颶風中心將其升格為一級颶風。
7月16日上午5時，國家颶風中心將其升格為二級颶風。5時，國家颶風中心將其升格為三級颶風。
7月17日上午5時，國家颶風中心將其升格為四級颶風。
7月19日上午7時，國家颶風中心將其降格為三級颶風。上午10時，國家颶風中心將其降格為二級颶風。下午5時，國家颶風中心將其降格為一級颶風。
7月20日上午11時，國家颶風中心將其降格為熱帶風暴。
7月21日上午5時，國家颶風中心將其降格為熱帶低氣壓。同時，國家颶風中心認為費利西亞已進入中北太平洋，交由中太平洋颶風中心對此熱帶低氣壓發報。上午10時，中太平洋颶風中心將其降格為後熱帶氣旋。

### 熱帶風暴吉列爾莫（Guillermo）
7月15日，一個低壓在墨西哥南部海岸形成，美國海軍研究實驗室給予擾動編號97E。
7月16日上午10時，聯合颱風警報中心對其發布熱帶氣旋形成警報。
7月17日晚間8時，國家颶風中心將其升格為熱帶低氣壓，給予熱帶氣旋編號07E。
7月18日凌晨3時，國家颶風中心將其升格為熱帶風暴，並命名為吉列爾莫（Guillermo）。
7月20日上午9時，國家颶風中心將其降格為熱帶低氣壓。下午5時，國家颶風中心將其降格為後熱帶氣旋。
7月21日上午5時，國家颶風中心將其降格為低氣壓。

### 颶風希爾達（Hilda）
7月29日，一個低壓在墨西哥西南海岸形成，美國海軍研究實驗室給予擾動編號90E。晚間8時，聯合颱風警報中心對其發布熱帶氣旋形成警報。
7月31日凌晨2時，國家颶風中心將其升格為熱帶風暴，給予熱帶氣旋編號08E，並命名為希爾達（Hilda）。
8月1日上午8時，國家颶風中心將其升格為一級颶風。
8月3日下午5時，國家颶風中心將其降格為熱帶風暴。
8月6日上午5時，國家颶風中心將其降格為低氣壓。

### 熱帶風暴伊格納西奧（Ignacio）
7月31日，一個低壓在墨西哥南部海岸西南偏南形成，美國海軍研究實驗室給予擾動編號91E。
8月1日凌晨12時，聯合颱風警報中心對其發布熱帶氣旋形成警報。
8月2日上午5時，國家颶風中心將其升格為熱帶低氣壓，給予熱帶氣旋編號10E。
晚間11時，國家颶風中心將其升格為熱帶風暴，並命名為伊格納西奧（Ignacio）。
8月3日下午5時，國家颶風中心將其降格為熱帶低氣壓。
8月4日上午10時，國家颶風中心將其降格為低氣壓。

### 熱帶風暴希梅納（Jimena）
7月27日，一個低壓在下加利福尼亞半島南端西南偏南形成，美國海軍研究實驗室給予擾動編號99E。
7月30日晚間8時，聯合颱風警報中心對其發布熱帶氣旋形成警報。
7月31日凌晨2時，國家颶風中心將其升格為熱帶低氣壓，給予熱帶氣旋編號09E。
8月1日下午5時，國家颶風中心將其降格為低氣壓。
8月5日上午5時，國家颶風中心將其再度升格為熱帶低氣壓。下午5時，國家颶風中心將其升格為熱帶風暴，並命名為希梅納（Jimena）。
8月7日上午5時，國家颶風中心將其降格為熱帶低氣壓。

### 熱帶風暴凱文（Kevin）
8月7日，一個低壓在墨西哥西南海岸部以南形成，美國海軍研究實驗室給予擾動編號92E。晚間11時，國家颶風中心將其升格為熱帶低氣壓，給予熱帶氣旋編號11E。
8月8日上午5時，國家颶風中心將其升格為熱帶風暴，並命名為凱文（Kevin）。
8月12日下午5時，國家颶風中心將其降格為熱帶低氣壓。
8月13日凌晨1時，國家颶風中心將其降格為低氣壓。

### 颶風琳達（Linda）
8月8日，一個低壓在墨西哥南部、瓜地馬拉和薩爾瓦多海岸形成，美國海軍研究實驗室給予擾動編號93E。
8月10日下午5時，國家颶風中心將其升格為熱帶低氣壓，給予熱帶氣旋編號12E。
8月11日上午5時，國家颶風中心將其升格為熱帶風暴，並命名為琳達（Linda）。
8月12日晚間10時，國家颶風中心將其升格為一級颶風。
8月13日晚間9時，國家颶風中心將其升格為二級颶風。
8月14日凌晨2時，國家颶風中心將其升格為三級颶風。晚間10時，國家颶風中心將其升格為四級颶風。
8月15日上午11時，國家颶風中心將其降格為三級颶風。
8月16日晚間9時，國家颶風中心將其降格為二級颶風。
8月17日下午5時，國家颶風中心將其降格為一級颶風。
8月18日上午11時，國家颶風中心將其再度升格為二級颶風。
8月19日下午5時，國家颶風中心將其再度降格為一級颶風。晚間9時，國家颶風中心將其降格為熱帶風暴。
8月20日上午10時，國家颶風中心認為琳達已進入中北太平洋，交由中太平洋颶風中心對此熱帶風暴發報。晚間11時，中太平洋颶風中心將其降格為後熱帶氣旋。

### 熱帶風暴馬蒂（Marty）
8月22日，北大西洋的颶風葛瑞絲（Grace）的殘留雲系進入東北太平洋發展，美國海軍研究實驗室重新給予擾動編號94E。
8月23日下午5時，國家颶風中心將其升格為熱帶風暴，並命名為馬蒂（Marty）。
8月24日晚間10時，國家颶風中心將其降格為熱帶低氣壓。

### 颶風諾拉（Nora）
8月24日，一個低壓在瓜地馬拉和墨西哥南部近海生成，美國海軍研究實驗室給予擾動編號95E。
8月26日上午5時，國家颶風中心將其升格為熱帶低氣壓，給予熱帶氣旋編號14E。晚間9時，國家颶風中心將其升格為熱帶風暴，並命名為諾拉（Nora）。
8月28日下午5時，國家颶風中心將其升格為一級颶風。
8月30日凌晨2時，國家颶風中心將其降格為熱帶風暴。下午3時，國家颶風中心將其降格為熱帶低氣壓。下午5時，國家颶風中心將其降格為低氣壓。

### 颶風奧拉夫（Olaf）
9月6日，一個低壓在墨西哥西南部生成，美國海軍研究實驗室給予擾動編號96E。
9月8日上午5時，國家颶風中心將其升格為熱帶低氣壓，給予熱帶氣旋編號15E。晚間9時，國家颶風中心將其升格為熱帶風暴，並命名為奧拉夫（Olaf）。
9月10日凌晨2時，國家颶風中心將其升格為一級颶風。上午11時，國家颶風中心將其升格為二級颶風。下午5時，國家颶風中心將其降格為一級颶風。

### 颶風帕梅拉（Pamela）
10月8日，一個低壓在瓜地馬拉、薩爾瓦多和墨西哥南部海岸以南形成，美國海軍研究實驗室給予擾動編號91E。
10月10日下午2時，國家颶風中心將其升格為熱帶低氣壓，給予熱帶氣旋編號16E。
10月11日凌晨3時，國家颶風中心將其升格為熱帶風暴，並命名為帕梅拉（Pamela）。
10月12日下午3時，國家颶風中心將其升格為一級颶風。
10月13日凌晨3時，國家颶風中心將其降格為熱帶風暴。下午3時，國家颶風中心再度將其升格為一級颶風。晚間11時，國家颶風中心再度將其降格為熱帶風暴。
10月14日凌晨3時，國家颶風中心將其降格為熱帶低氣壓。上午9時，國家颶風中心將其降格為低氣壓。

### 颶風瑞克（Rick）
10月21日，一個低壓在墨西哥南部海岸形成，美國海軍研究實驗室給予擾動編號92E。
10月13日凌晨2時，國家颶風中心將其升格為熱帶低氣壓，給予熱帶氣旋編號17E。上午5時，國家颶風中心將其升格為熱帶風暴，並命名為瑞克（Rick）。晚間9時，國家颶風中心將其升格為一級颶風。
10月25日下午2時，國家颶風中心將其升格為二級颶風。
10月26日凌晨3時，國家颶風中心將其降格為熱帶風暴。上午9時，國家颶風中心將其降格為低氣壓。

### 熱帶風暴特里（Terry）
11月3日，一個低壓在哥斯大黎加西南方形成，美國海軍研究實驗室給予擾動編號93E。
11月4日晚間11時，國家颶風中心將其升格為熱帶低氣壓，給予熱帶氣旋編號18E。
11月8日凌晨3時，國家颶風中心將其升格為熱帶風暴，並命名為特里（Terry）。晚間10時，國家颶風中心將其降格為熱帶低氣壓。
11月11日凌晨3時，國家颶風中心將其降格為低氣壓。

### 熱帶風暴桑德拉（Sandra）
11月5日，一個低壓在墨西哥阿卡普爾科西南方形成，美國海軍研究實驗室給予擾動編號94E。
11月7日晚間11時，國家颶風中心將其升格為熱帶低氣壓，給予熱帶氣旋編號19E。
11月8日凌晨3時，國家颶風中心將其升格為熱帶風暴，並命名為桑德拉（Sandra）。
11月9日凌晨3時，國家颶風中心將其降格為熱帶低氣壓。
11月10日凌晨3時，國家颶風中心將其降格為低氣壓。

## 風暴名稱

### 東太平洋
下面的名字將被用於於2021年在東北太平洋形成而又被命名的風暴。如果有退役名稱的話，將由世界氣象組織在2022年春天宣布。在這個名單中未退役的名字將在2027年的風季中再次使用。黑色體字表示今年已經使用過，黑色粗體名稱則表示該風暴活躍中，未使用之名字則以灰色字體表示。
| - Andres - Blanca - Carlos - Dolores - Enrique - Felicia - Guillermo - Hilda | - Ignacio - Jimena - Kevin - Linda - Marty - Nora - Olaf - Pamela | - Rick - Sandra - Terry - Vivian - Waldo（未用） - Xina（未用） - York（未用） - Zelda（未用） |

### 中太平洋
下列名稱將用於2021年在中太平洋形成的風暴。
| - Hone（未用） | - Iona（未用） | - Keli（未用） | - Lala（未用） |

## 颶風季影響
以下圖表顯示了2021年太平洋颶風季的所有熱帶氣旋以及它們的登陸資料(如有)。在括號內的死亡人數屬於非直接，但仍與風暴有關的死亡。所有破壞及死亡數字都包括風暴在擾動及溫帶氣旋階段時的資料。
| 萨菲尔-辛普森飓风风力等级 |    |    |    |    |    |    |
| TD                        | TS | C1 | C2 | C3 | C4 | C5 |

| 安德烈斯   | 5月9日－5月12日    | 热带风暴 | 40 (65)   | 1005 | 無                                                                                           | 無      | 無 |  |
| 布蘭卡     | 5月31日－6月4日    | 热带风暴 | 60 (95)   | 998  | 無                                                                                           | 無      | 無 |  |
| 卡洛斯     | 6月13日－6月16日   | 热带风暴 | 50 (85)   | 1000 | 無                                                                                           | 無      | 無 |  |
| 多洛雷斯   | 6月18日－6月20日   | 热带风暴 | 70 (110)  | 990  | 納亞里特州                                                                                   | $5000萬 | 3  |  |
| 恩里克     | 6月25日－7月1日    | 一级飓风 | 90 (150)  | 975  | 墨西哥西南部、下加利福尼亞半島                                                               | $5000萬 | 2  |  |
| 費利西亞   | 7月14日－7月21日   | 四级飓风 | 145 (230) | 945  | 無                                                                                           | 無      | 無 |  |
| 吉列爾莫   | 7月17日－7月21日   | 热带风暴 | 60 (95)   | 999  | 無                                                                                           | 無      | 無 |  |
| 希爾達     | 7月31日－8月7日    | 一级飓风 | 85 (140)  | 985  | 無                                                                                           | 無      | 無 |  |
| 希梅納     | 7月31日－8月7日    | 热带风暴 | 40 (65)   | 1005 | 無                                                                                           | 無      | 無 |  |
| 伊格納西奧 | 8月2日－8月4日     | 热带风暴 | 40 (65)   | 1004 | 無                                                                                           | 無      | 無 |  |
| 凱文       | 8月7日－8月13日    | 热带风暴 | 60 (95)   | 999  | 無                                                                                           | 無      | 無 |  |
| 琳達       | 8月10日－8月21日   | 四级飓风 | 130 (215) | 950  | 無                                                                                           | 無      | 無 |  |
| 馬蒂       | 8月23日－8月25日   | 热带风暴 | 45 (75)   | 1000 | 無                                                                                           | 無      | 無 |  |
| 諾拉       | 8月26日－8月30日   | 一级飓风 | 85 (140)  | 977  | 哈利斯科州、納亞里特州、錫那羅亞州、格雷羅州、索諾拉州、米卻肯州、科利馬州、南下加利福尼亞州 | 無      | 無 |  |
| 奧拉夫     | 9月8日－9月11日    | 二级飓风 | 100 (155) | 974  | 南下加利福尼亞州                                                                             | 無      | 無 |  |
| 帕梅拉     | 10月10日－10月14日 | 一级飓风 | 80 (130)  | 985  | 錫那羅亞州、杜蘭戈州、納亞里特州、科阿韋拉州                                                 | 無      | 無 |  |
| 瑞克       | 10月23日－10月26日 | 二级飓风 | 100 (155) | 977  | 格雷羅州、米卻肯州、莫雷洛斯州、普埃布拉州、特拉斯卡拉州、墨西哥州、瓜納華托州               | 無      | 無 |  |
| 特里       | 11月4日－11月11日  | 热带风暴 | 45(75)    | 1004 | 無                                                                                           | 無      | 無 |  |
| 桑德拉     | 11月7日－11月10日  | 热带风暴 | 40(65)    | 1006 | 無                                                                                           | 無      | 無 |  |
| 季节总结   |                    |          |           |      |                                                                                              |         |    |  |
| 19个气旋   | 5月9日－11月10日   |          | 145 (230) | 945  |                                                                                              | $1億    | 5  |  |

## 內部連結
- 2021年太平洋颱風季
- 2021年北印度洋氣旋季
- 2021年大西洋颶風季
- 2020－2021年西南印度洋熱帶氣旋季
- 2020－2021年澳洲地區熱帶氣旋季
- 2020－2021年南太平洋熱帶氣旋季
- 2021－2022年西南印度洋熱帶氣旋季
- 2021－2022年澳洲地區熱帶氣旋季
- 2021－2022年南太平洋熱帶氣旋季

## 外部連結
- 美國國家颶風中心（页面存档备份，存于）
- 美國中太平洋颶風中心（页面存档备份，存于）
- 美國海軍實驗室（页面存档备份，存于）
- ACE（页面存档备份，存于）